# Lacrime di Kali
Lacrime di Kali (Tears of Kali) è un film del 2004, diretto da Andreas Marschall.

## Trama
Il film si compone di tre episodi ovvero Kali, Shakti e Devi che, collegati tra loro da una cornice narrativa, presentano le efferatezze di alcuni membri del gruppo Taylor-Eriksson. Tra sesso e violenza, gli adepti cercheranno la strada per la consapevolezza e per la liberazione del Karma.